# Llac de les Escomes
El Llac de les Escomes és un llac artificial situat a la dreta de la Tet, al costat nord de la vila de Vinçà, a la comarca del Conflent, de la Catalunya del Nord.
Està situat al llarg del costat de llevant de la vila de Vinçà, en el darrer tram del Còrrec de les Escomes abans d'abocar-se en la Tet. És una zona recreativa, amb platja, embarcadors i espais per a picnics.
La presa que permet l'existència d'aquest llac és el mateix talús per on discorren la carretera N - 116 i el ferrocarril de Perpinyà a Prada i a la Tor de Querol.